# Taylor St. Clair
Taylor St. Clair o Taylor St. Claire (Richmond, Virginia; 1 de junio de 1969) es una actriz pornográfica estadounidense. Desde que debutara en 1995 ha rodado más de 500 películas. Alcanzó la fama con la película The Fashionistas (2002) con la que ganó tres Premios AVN, incluyendo mejor actriz, y dos premios XRCO.

## Biografía
Tras actuar en películas de serie B y trabajar como modelo, Taylor St. Clair debuta en el cine para adultos en 1995. Inicialmente limita sus intervenciones a papeles no sexuales, de softcore (Heidi's wicked ambitions, Captured beauty, Collection agency) o de masturbación (Up and cummers 19, Watch me). A partir de 1998 empieza a rodar escenas lésbicas (Blue matrix, Dethroned, Lingerie Party) y realiza su debut heterosexual en Infinite bliss, una película de Adam & Eve, donde participa en tres escenas. Desde el año 2000 la actriz eleva la intensidad de su escenas rodando de forma habitual tanto escenas de sexo anal (Flaunt it, Fresh meat 15, Nice rack 6) como de doble penetración (Cocktails 2, Balls deep 2, Anal addicts 3). Su evolución culmina en 2002 con los cinco premios que se lleva por su participación en The Fashionistas. Posteriormente, aunque ya a menor ritmo ha aparecido en películas como Wet fantasies (2003), Secret sins (2003), Decadent divas 23 (2004) o In Aphrodite (2004).
Bajo el nombre de Mistress Taylor, la actriz ha participado también en temas relacionados con el fetichismo y la dominación masculina. Posee así un foro de discusión sobre dichas temáticas llamado femdomdesire y una web llamada Wamdom.
Además ha posado en numerosas revistas masculinas como Hustler, Fox, Penthouse, Swank, Cheri, Leg Show y High Society.

## Premios

### Premios AVN
- 2004 Mejor escena de sexo en grupo por Looking in[3]
- 2003 Mejor actriz por The Fashionistas[3]
- 2003 Mejor escena lésbica por The Fashionistas[3]
- 2003 Mejor escena de sexo en grupo por The Fashionistas[3]
- 2002 Mejor escena lésbica por Where The Girls Sweat 5[3]
- 2002 Mejor escena de sexo en grupo por Fade to Black[3]

### Premios XRCO
- 2002 Mejor escena heterosexual por The Fashionistas[4]
- 2002 Mejor escena lésbica por The Fashionistas'[4]
- 2002 Mejor escena de sexo en grupo por The Fashionistas[4]